# Мамаи (Витебская область)

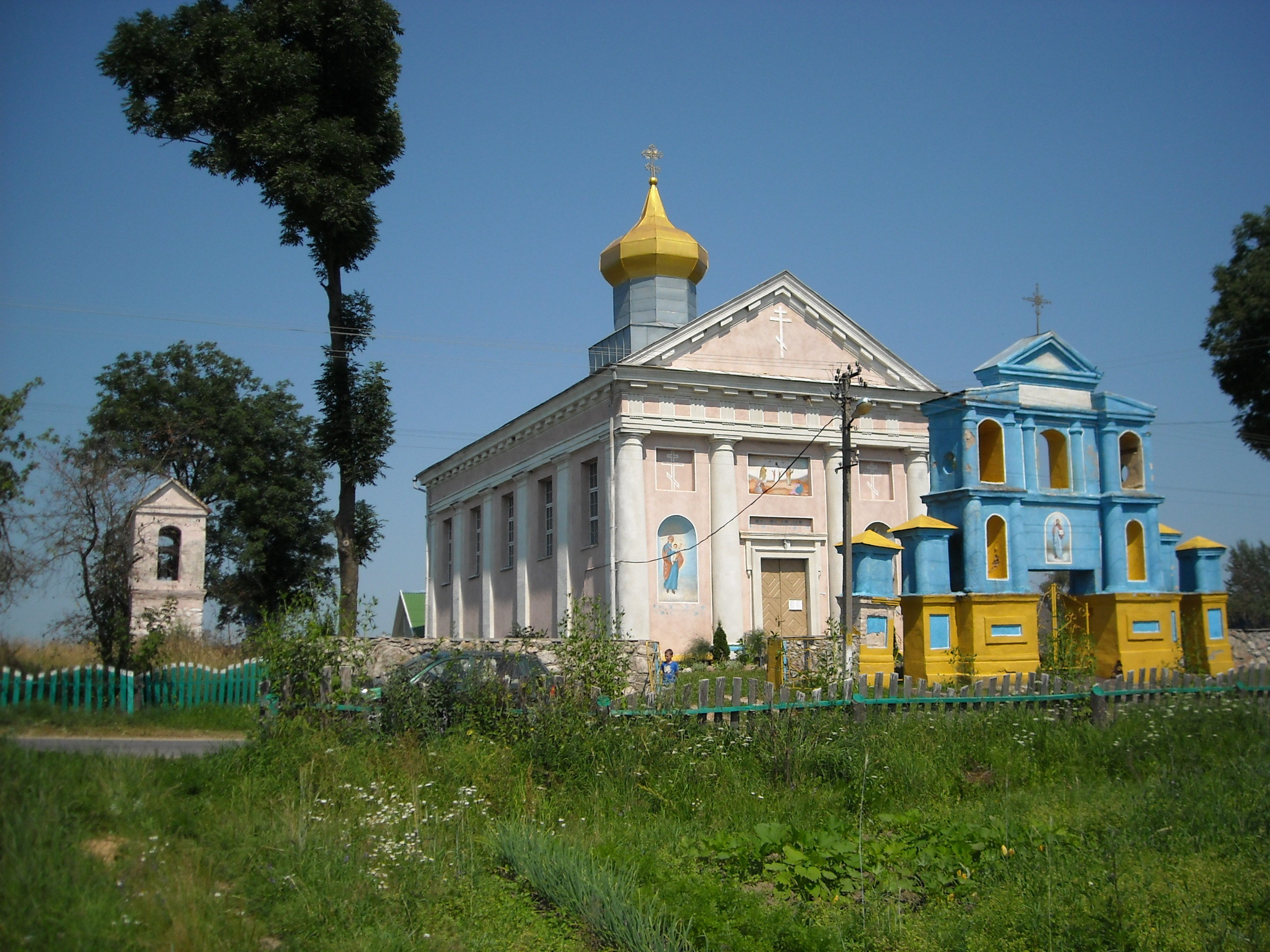
Преображенская церковь

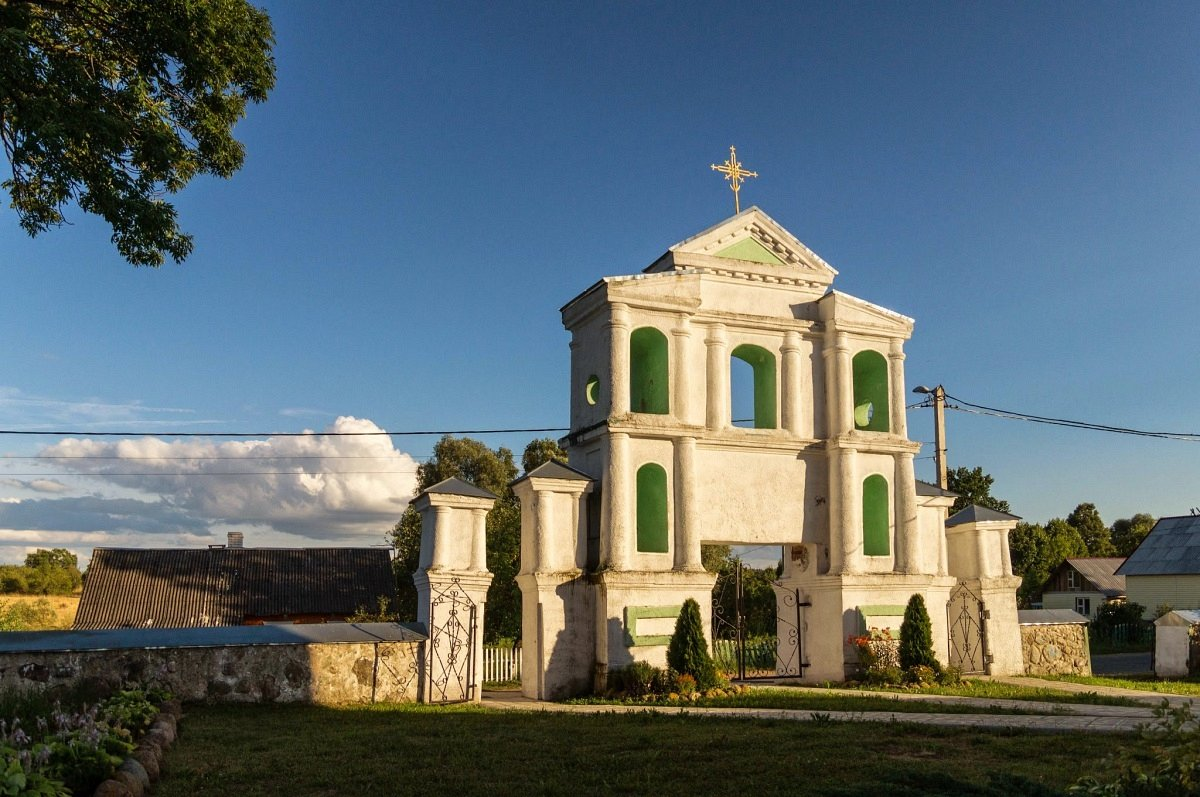
Брама-колокольня

Мамаи (бел. Мамаі) — деревня в Глубокском районе Витебской области Белоруссии, в Озерецком сельсовете. Население — 124 человека (2019).

## История
В 1921—1945 годах деревня в составе гмины Глубокое Виленского воеводства Польской Республики.

## Население
- 1921 год — 288 жителей, 57 домов[3].
- 1931 год — 332 жителя, 69 домов[4].
- 2019 год — 124 жителя[1].

## География
Деревня находится в 6 км к северо-востоку от центра города Глубокое. С востока к деревне примыкает центр сельсовета агрогородок Озерцы. Мамаи связаны с Глубоким прямой местной дорогой, кроме того, через Озерцы они имеют выход на магистраль Р-45 на участке Полоцк — Глубокое. Ближайшая ж/д станция в Глубоком (линия Крулевщина — Поставы).

## Достопримечательности
- Преображенская церковь (be:Спаса-Праабражэнская царква, Мамаі). Церковь построена в конце XVIII века[5] (по другим данным в 1826—1829 годах[6]) как католический храм, является памятником архитектуры в стиле классицизм с элементами позднего барокко. В 1866 году храм передан православным[5] и известен с этого времени как Преображенская церковь. Церковь включена в Государственный список историко-культурных ценностей Республики Беларусь[7] —  Историко-культурная ценность Республики Беларусь, шифр 213Г000394
- Ворота-колокольня. Построены в XIX веке. Находятся перед Преображенской церковью. Имеют оригинальную барочную форму, по стилистике соответствуют архитектуре церкви[5]
- Курганный могильник. Находится на пригорке в километре к северу от деревни. Состоит из двух курганов высотой 3 метра и диаметром 12 метров. Включена в Государственный список историко-культурных ценностей Республики Беларусь[7] —  Историко-культурная ценность Республики Беларусь, шифр 213В000395